# Campylaspis stephenseni
Campylaspis stephenseni is een zeekommasoort uit de familie van de Nannastacidae. De wetenschappelijke naam van de soort is voor het eerst geldig gepubliceerd in 1970 door Just.